# Balise à lettre unique
Une balise à lettre unique est une station radio qui émet en boucle une même lettre en morse (A1A). En anglais, on parle de letter beacon, single letter beacon, single letter high frequency beacon, ou single letter high frequency marker.
L'existence de ces balises n'est reconnue par aucun État, même s'il paraît clair qu'elles sont toutes situées en ex-URSS ou dans des pays alliés. Elles ne sont pas déclarées auprès de l'UIT, dont elles ne respectent pas les plans de bandes. Leur fonction demeure incertaine.
Leur existence a été découverte à la fin des années 1960. Elles sont bien connues des radioamateurs depuis 1978, lorsque la balise « W » a commencé à émettre sur 3,584 MHz dans la bande des 80 mètres. Il existe des preuves indirectes qui montrent que cet émetteur était situé à Cuba.

## Balises par groupes
Ces balises sont les plus nombreuses. Elles sont appelées cluster beacons en anglais. Chaque station, située en un lieu donné, est identifiée par une lettre. Elle émet par des balises sur plusieurs bandes. Pour une bande donnée, il y a donc plusieurs stations qui émettent, chacune repérée par sa lettre. Le chiffre des centaines de hertz est toujours le même pour une station donnée, quelle que soit la bande.
Les stations suivantes ont été repérées récemment (septembre 2007 à mars 2008), et l'information publiée par la newsletter Numbers & Oddities, l'Utility DX Forum et le groupe ENIGMA-2000. Leur lieu d'émission présumé est indiqué.
| Lettre | Lieu                              | Fréquences (kHz) | Fréquences (kHz) | Fréquences (kHz) | Fréquences (kHz) | Fréquences (kHz) | Fréquences (kHz) | Fréquences (kHz) | Fréquences (kHz) | Fréquences (kHz) |
| ------ | --------------------------------- | ---------------- | ---------------- | ---------------- | ---------------- | ---------------- | ---------------- | ---------------- | ---------------- | ---------------- |
| D      | Sébastopol (Ukraine)              | 3593,7           | 4557,7           | 5153,7           | 7508,7           | 8494,7           | 10871,7          | 13527,7          | 16331,7          | 20047,7          |
| P      | Kaliningrad (Russie)              | 3593,8           | 4557,8           | 5153,8           | 7038,8           | 8494,8           | 10871,8          | 13527,8          | 16331,8          | 20047,8          |
| S      | Severomorsk (Russie)              | 3593,9           | 4557,9           | 5153,9           | 7038,9           | 8494,9           | 10871,9          | 13527,9          | 16331,9          | 20047,9          |
| C      | Moscou (Russie)                   | 3594,0           | 4558,0           | 5154,0           | 7039,0           | 8495,0           | 10872,0          | 13528,0          | 16332,0          | 20048,0          |
| A      | peut-être Astrakhan (Russie)      |                  |                  |                  |                  |                  |                  |                  |                  |                  |
| F      | Vladivostok (Russie)              |                  |                  |                  | 7039,2           |                  |                  |                  |                  |                  |
| K      | Petropavlovsk-Kamchatsky (Russie) |                  |                  | 5154,3           | 8495,3           |                  |                  |                  |                  |                  |
| M      | Magadan (Russie)                  |                  |                  | 5154,4           | 7039,4           | 8495,4           | 10872,4          | 13528,4          | 16332,4          |                  |

Parfois, certaines de ces balises (en particulier « F » et « M ») ont émis pendant des périodes limitées sur des fréquences différentes.

## Balises isolées et marqueurs de canaux
D'autres balises ne font partie d'aucun groupe. D'après la newsletter Numbers & Oddities, l'Utility DX Forum et le groupe ENIGMA-2000, leurs fréquences sont les suivantes.
| Lettre | Fréquence (kHz)                                      |
| ------ | ---------------------------------------------------- |
| R      | 4325.9, 5465.9                                       |
| V      | 3658.0, 5342, 6430.7, 8103.5                         |
| P      | 420, 583, 3167, 3291, 3327, 3699.5, 3837, 4043, 4079 |

## Fonction
On ne connaît pas avec certitude la fonction de ces balises. De nombreuses théories ont été échafaudées, mais sans apporter de preuve concrète : balises d'étude de la propagation, marqueurs de canaux, systèmes de suivi de satellites, dispositif de sécurité civile.
D'après le groupe ENIGMA, les balises par groupes (cluster beacons) sont utilisées par la marine russe pour déterminer la fréquence la mieux adaptée à une transmission en fonction des conditions de propagation radio.